# Creu del Pont dels Escalls

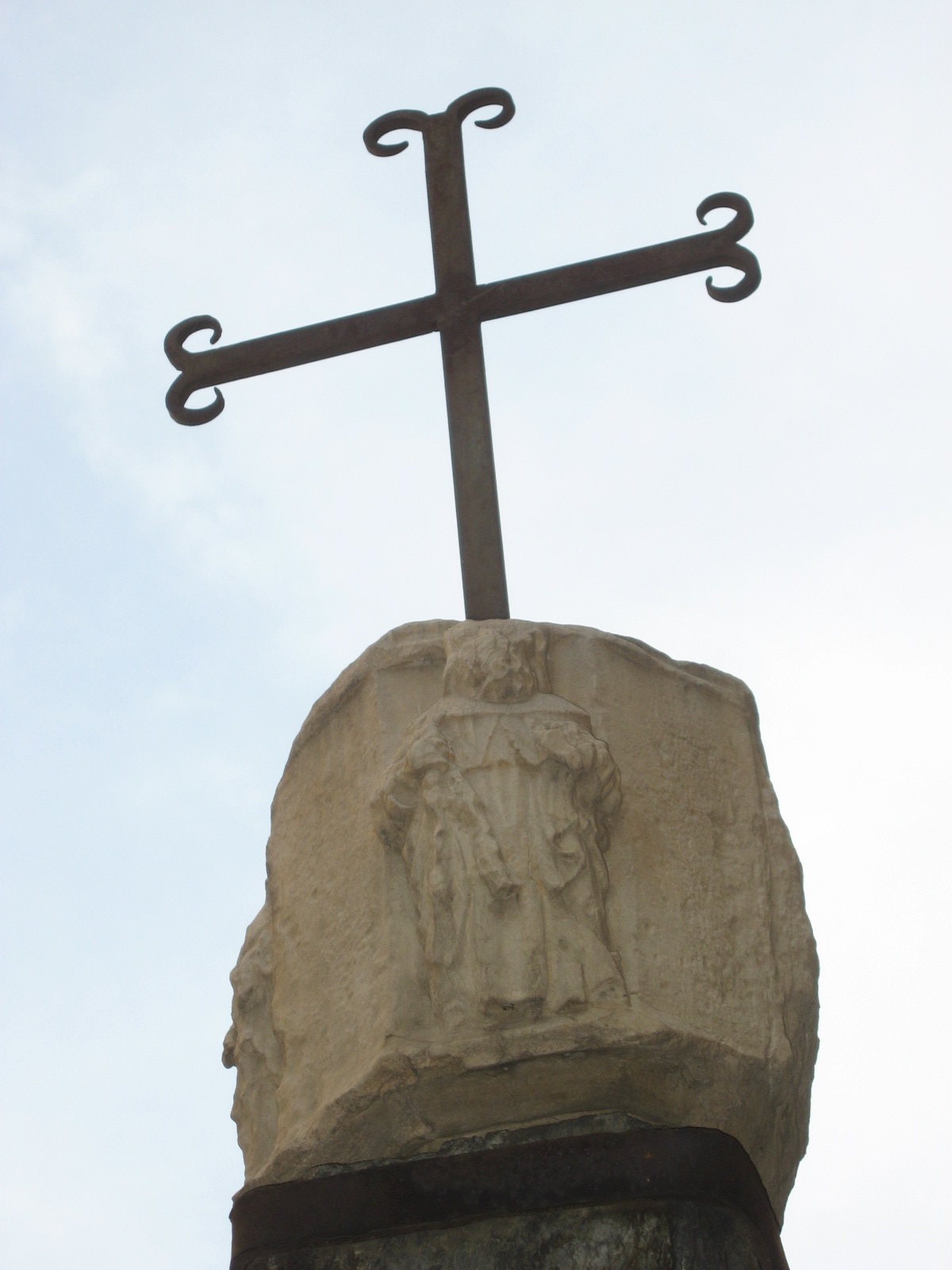
Detall de la creu

La creu del Pont dels Escalls és una creu de terme situada al costat del pont dels Escalls, a la parròquia andorrana d'Escaldes-Engordany. Es té constància de la seva existència al segle XVI.